# Helena (Montana)

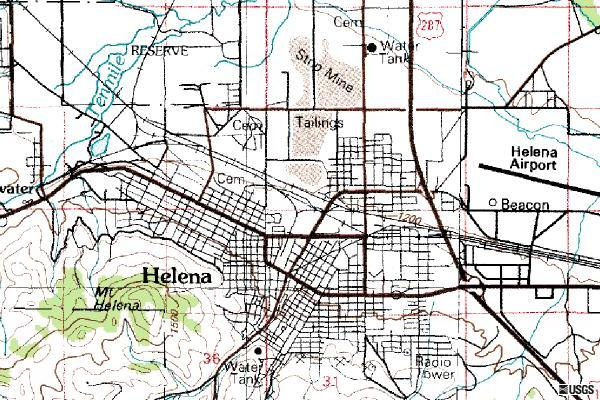
Karte von Helena

Helena ist die Hauptstadt des US-Bundesstaats Montana. Das U.S. Census Bureau hat bei der Volkszählung 2020 eine Einwohnerzahl von 32.091 ermittelt. In der Region sind Bergbau und Landwirtschaft von großer Bedeutung, die Stadt ist heute das bedeutendste Handels- und Verwaltungszentrum von Montana. Helena ist der County Seat des Lewis and Clark County. Sehenswert sind vor allem das Kapitol mit einer Nachbildung der Freiheitsstatue, das Gemeindezentrum und die Kathedrale von Saint Helena des römisch-katholischen Bistums Helena.

## Geschichte
Die Stadt wurde am 30. Oktober 1864, nach der Entdeckung von Goldvorkommen, durch die sogenannten „Four Georgians“ gegründet. Die „Four Georgians“ waren eine Gruppe von vier Goldsuchern aus dem US-Bundesstaat Georgia. Die Funde lösten einen zwanzig Jahre andauernden Goldrausch aus. Während dieser Zeit wurde Gold im Gegenwert von 3,6 Milliarden heutigen US-Dollar gefördert. Es siedelten sich innerhalb weniger Jahre mehr als 3000 Menschen an. Zunächst wurde die Stadt „Crabtown“, nach dem Namen einer ihrer Gründer, John Crab, genannt. Nachdem sich jedoch mehr und mehr Goldschürfer ansiedelten und die Stadt sich weiter vergrößerte, wurde entschieden, den Namen der Stadt zu ändern. Der neue Name Helena wurde in Anlehnung an die Stadt Saint Helena in Minnesota gewählt.
Montana wurde 1864 ein US-Territorium und Virginia City seine Hauptstadt. Im Jahr 1875 entschied man sich jedoch den Sitz zu wechseln und das florierende Helena zur neuen Hauptstadt zu machen. Dies war eine schicksalshafte Entscheidung für Helena, denn während Virginia City die Aufgabe der Minen nicht verkraftete und heute eine Stadt mit nur 190 Einwohnern ist, konnte sich Helena dank seiner Stellung als Hauptstadt behaupten.
Die Anbindung an die Bahnstrecke der Northern Pacific Railway im Jahr 1883 beschleunigte nochmals das Wachstum der Stadt. In der Folgezeit wurde nur noch einmal Helenas Stellung in Frage gestellt. 1894 brach zwischen den Städten Anaconda und Helena ein Kampf um den Sitz der Hauptstadt von Montana aus. Doch die Wähler entschieden sich in der anberaumten Abstimmung für das bewährte Helena, obwohl die Gegend um Anaconda zu dieser Zeit wirtschaftlich sehr erfolgreich war. Mehrere Großfeuer erlebte Helena in den Jahren 1935 – 1937. Dies führte zur Errichtung eines Feuerturms, der auch heute noch über die Stadt wacht. Die zentrale Lage, die Stellung als Hauptstadt, die verkehrsmäßige Anbindung und die Agrarwirtschaft im Prickley Pear Valley führten dazu, dass Helena sich zu einer der wichtigsten Städte Montanas entwickeln konnte.
- 1805 Erkundung der Region durch die Lewis-und-Clark-Expedition
- 1889 Helena wird Hauptstadt des nunmehrigen Bundesstaates Montana
- 1902 Fertigstellung des Montana State Capitol, die Seitenflügel wurden 1909–1912 hinzugefügt

56 Bauwerke und Stätten der Stadt sind im National Register of Historic Places (NRHP) eingetragen (Stand 8. November 2018).
Am 7. November 2017 wurde Wilmot Collins, ein ehemaliger Flüchtling aus Liberia, zum Bürgermeister gewählt. Helena ist damit die erste Stadt in Montana, die einen schwarzen Bürgermeister hat.

## Bevölkerungsentwicklung
Die Zahlen von 1900 bis 1990 sind gerundet.
| Jahr      | Einwohnerzahlen |
| --------- | --------------- |
| 1900      | 10.800          |
| 1906/1907 | 16.800          |
| 1910      | 12.500          |
| 1916      | 13.600          |
| 1920      | 12.000          |
| 1930      | 11.800          |
| 1940      | 15.100          |
| 1950      | 17.600          |
| 1960      | 20.200          |
| 1970      | 22.700          |
| 1980      | 23.900          |
| 1990      | 24.600          |
| 2000      | 25.780          |
| 2010      | 28.190          |
| 2020      | 32.091          |

## Mount Helena City Park

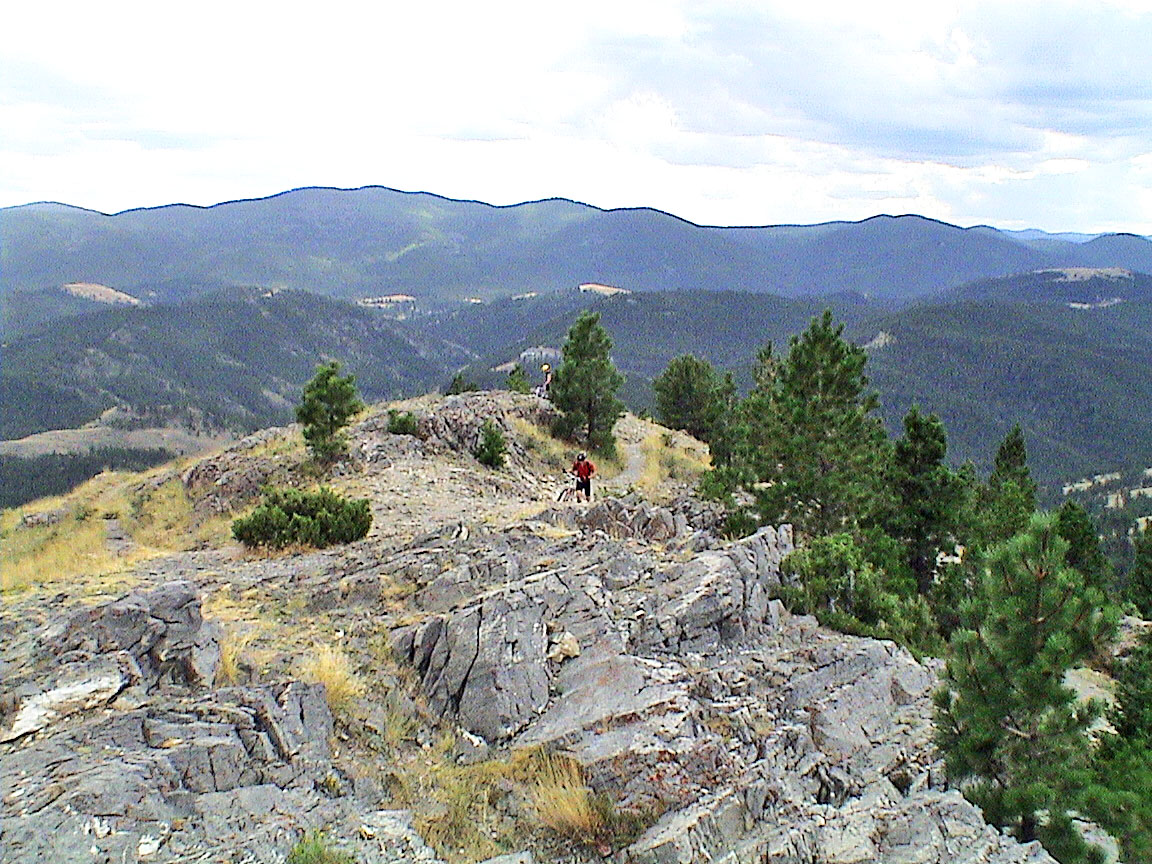
Mountainbiker auf dem Gipfel des Mount Helena

Der Mount Helena City Park wurde 1902 gegründet und hat eine Ausdehnung von 2,5 km². Er umschließt den 1667 m hohen Mount Helena, zu dem mehrere Wanderwege und ein Mountainbike-Trail führen.

## Klima
Helena hat wegen seiner Lage ein typisches kontinentales Gebirgsklima. Das Wetter reicht von klirrender Kälte (bis unter −30 °C) im Winter bis hin zu sommerlicher Hitze mit Höchstwerten jenseits der 30-Grad-Marke. Niederschlag (~300 mm pro Jahr) fällt das ganze Jahr hindurch, wobei winterliche Schneestürme, die sogenannten Blizzards, der Stadt enorme Schneemengen bringen. Außerdem sind große Temperaturschwankungen zwischen Tag und Nacht üblich. Die Sonne scheint in Helena rund 2600 Stunden pro Jahr, die Temperaturextrema schwanken zwischen −41 und +39 °C und die jährliche Durchschnittstemperatur liegt bei 6 °C.
|                       | Jan   | Feb  | Mär  | Apr  | Mai  | Jun  | Jul  | Aug  | Sep  | Okt  | Nov  | Dez   |   |       |
| Mittl. Tagesmax. (°C) | −1,3  | 2,7  | 7,1  | 13,4 | 18,6 | 24,3 | 29,4 | 28,4 | 21,0 | 14,7 | 5,8  | −0,4  | ⌀ | 13,7  |
| Mittl. Tagesmin. (°C) | −12,4 | −8,9 | −5,4 | −0,8 | 4,2  | 9,1  | 11,9 | 10,9 | 5,0  | −0,2 | −6,3 | −11,6 | ⌀ | −0,3  |
|                       |       |      |      |      |      |      |      |      |      |      |      |       |   |       |
| Niederschlag (mm)     | 16,0  | 10,4 | 18,5 | 24,6 | 45,2 | 47,5 | 27,9 | 32,8 | 29,2 | 15,2 | 12,2 | 15,0  | Σ | 294,5 |
|                       |       |      |      |      |      |      |      |      |      |      |      |       |   |       |
| Sonnenstunden (h/d)   | 4,4   | 5,9  | 6,8  | 7,8  | 8,4  | 9,2  | 11,9 | 9,9  | 8,1  | 6,4  | 4,4  | 3,7   | ⌀ | 7,3   |
|                       |       |      |      |      |      |      |      |      |      |      |      |       |   |       |
| Regentage (d)         | 4,9   | 3,3  | 4,8  | 5,3  | 7,8  | 7,5  | 5,1  | 5,0  | 4,9  | 2,9  | 3,4  | 4,4   | Σ | 59,3  |
|                       |       |      |      |      |      |      |      |      |      |      |      |       |   |       |
| Luftfeuchtigkeit (%)  | 66    | 64   | 60   | 54   | 54   | 52   | 46   | 48   | 55   | 58   | 65   | 68    | ⌀ | 57,5  |

| −12,4 |

| −8,9 |

| −5,4 |

| −0,8 |

| 4,2 |

| 9,1 |

| 11,9 |

| 10,9 |

| 5,0 |

| −0,2 |

| −6,3 |

| −11,6 |

| −12,4 |

| −8,9 |

| −5,4 |

| −0,8 |

| 4,2 |

| 9,1 |

| 11,9 |

| 10,9 |

| 5,0 |

| −0,2 |

| −6,3 |

| −11,6 |

## Bildergalerie

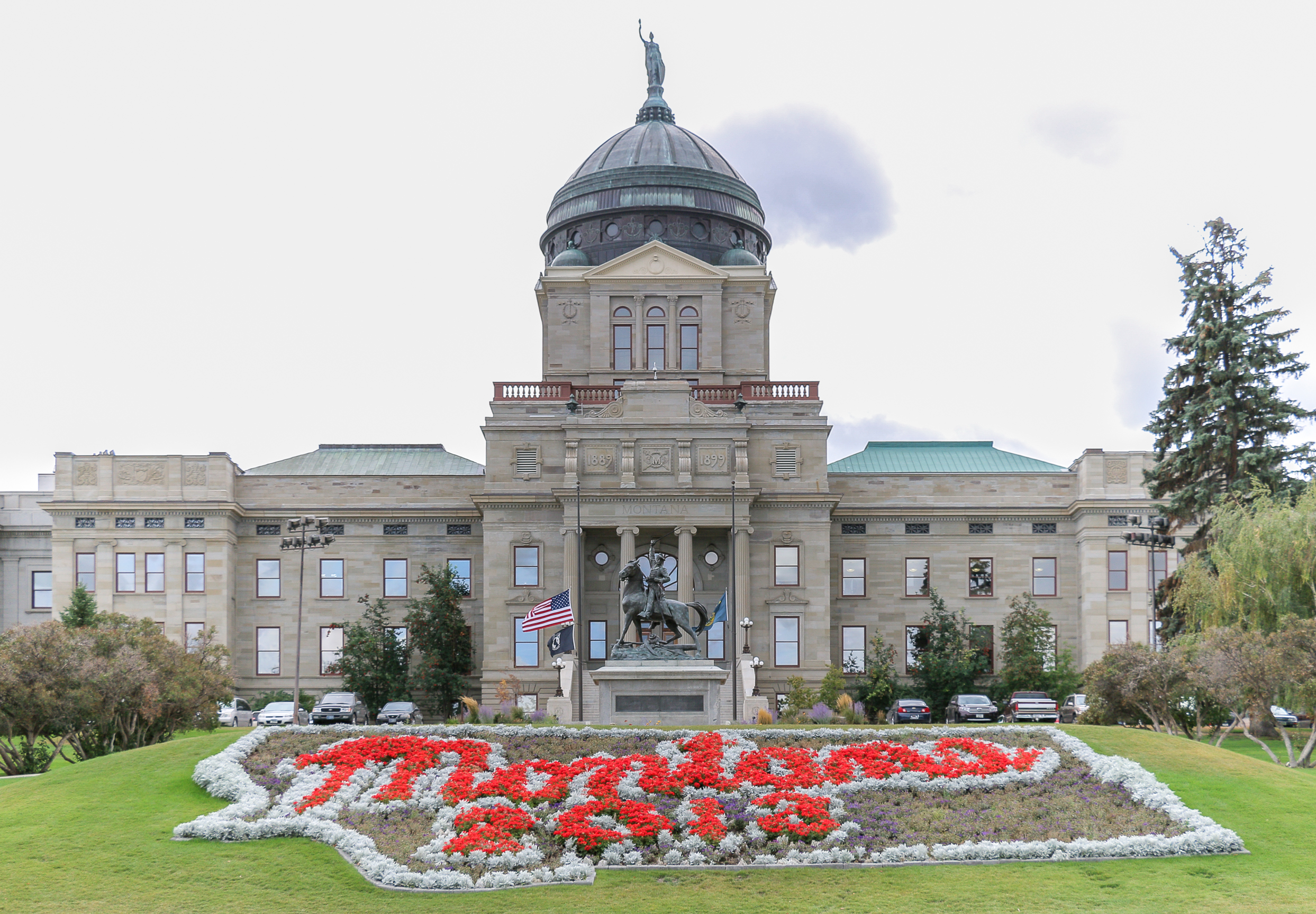
Montana State Capitol (2013)
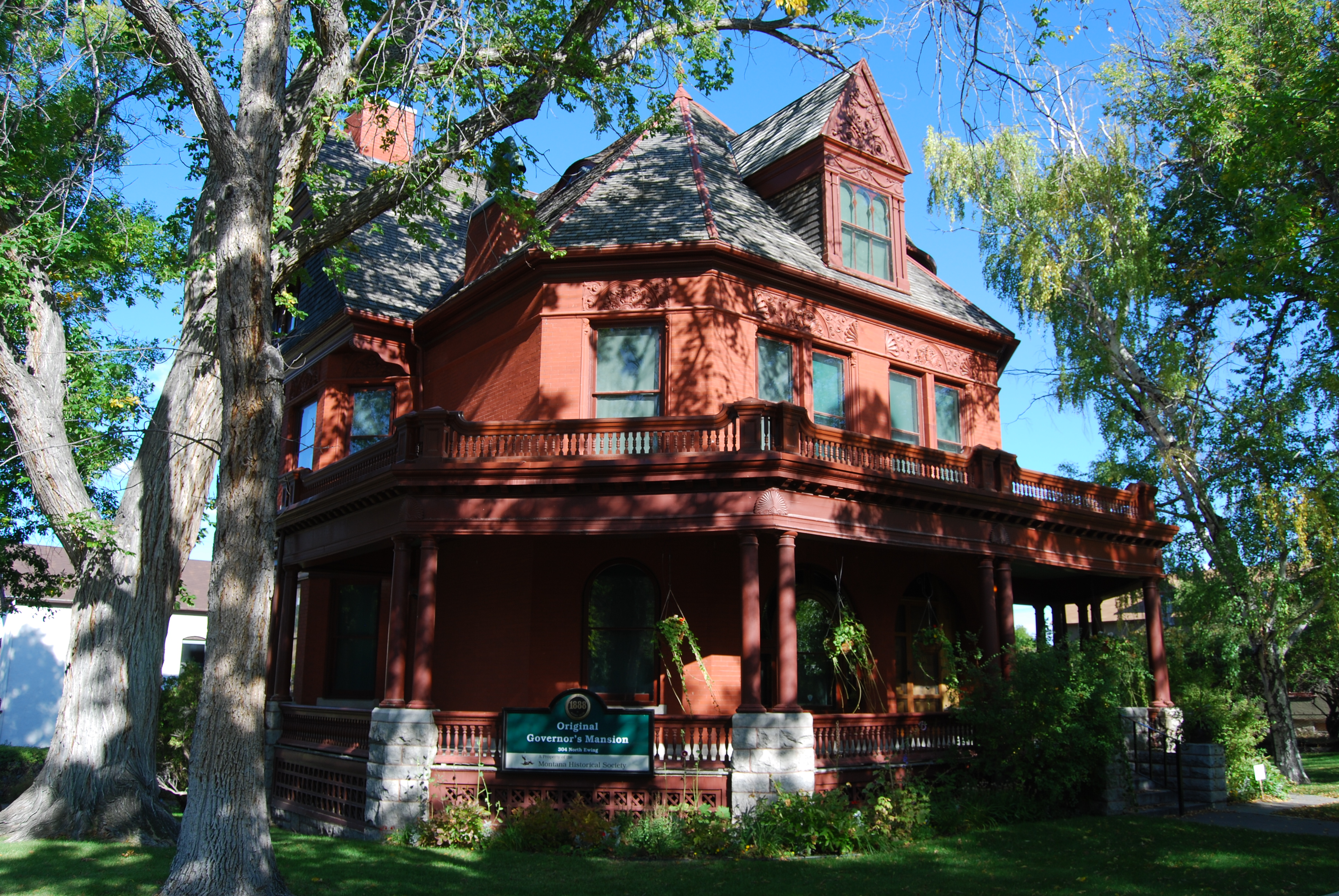
Ehemalige Villa des Gouverneurs (2008)
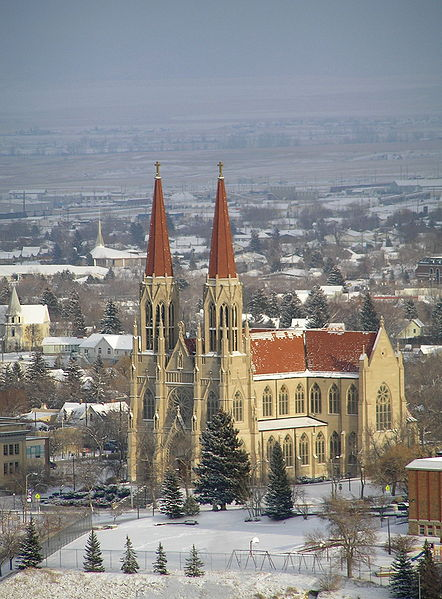
St. Helena Cathedral (2009)
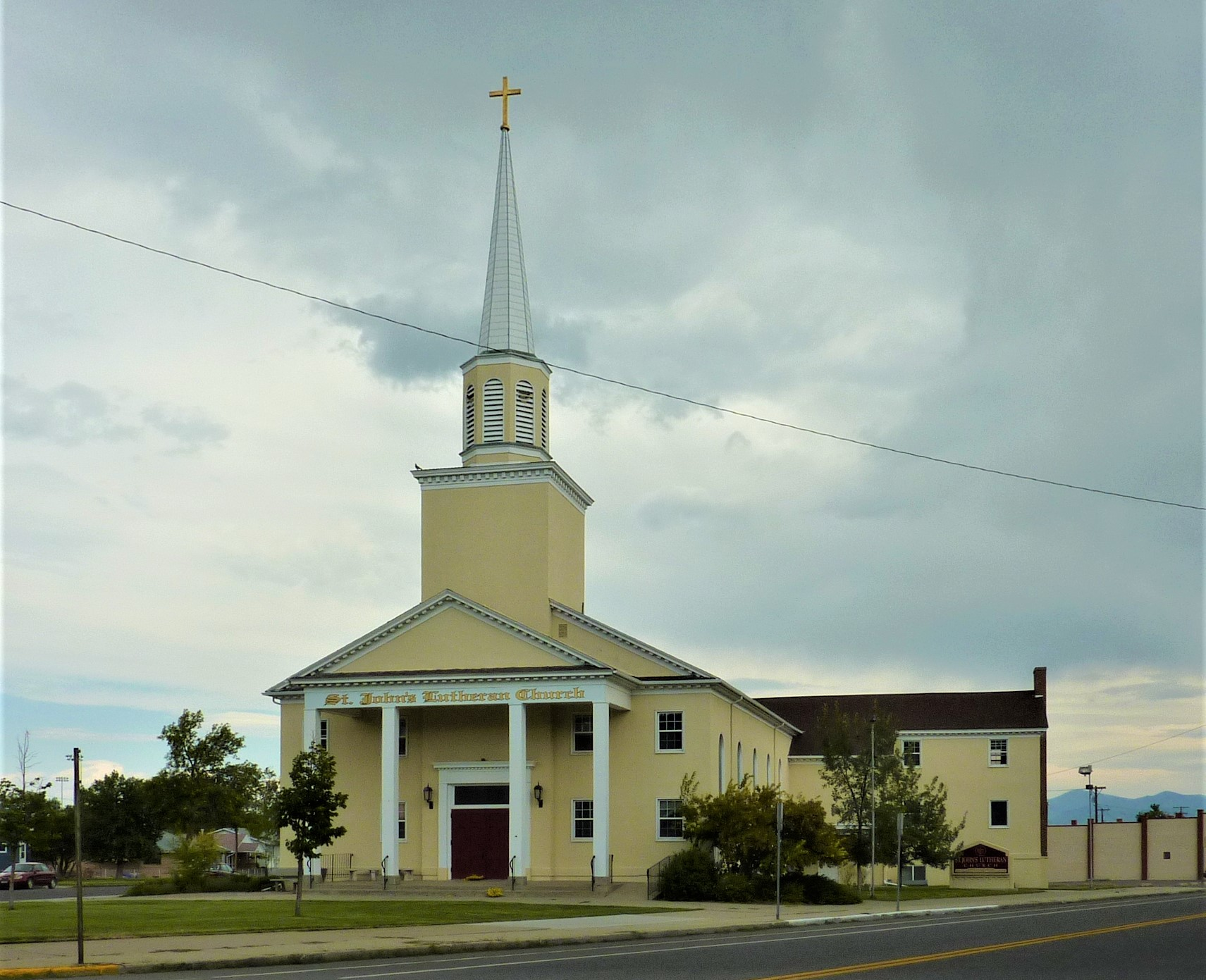
St. John’s Lutheran Church (2013)
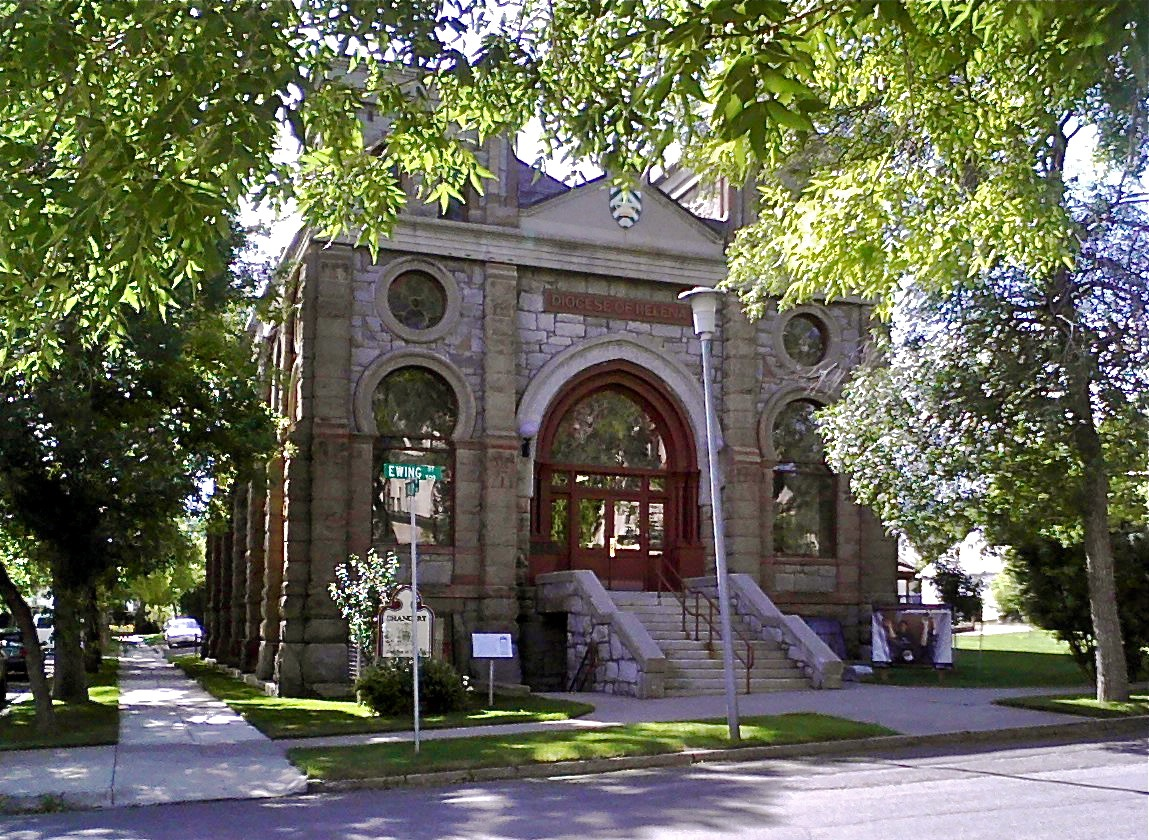
Temple Emanu-El (2012)
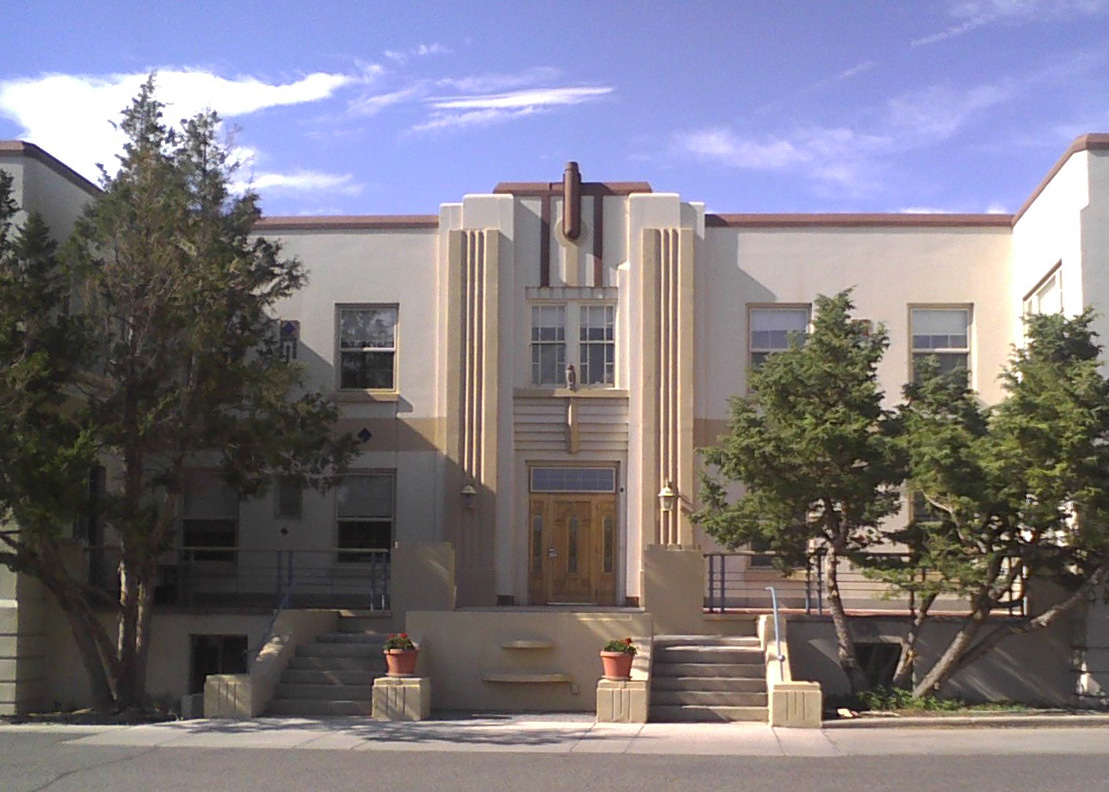
Old Cooney Hospital (2012)
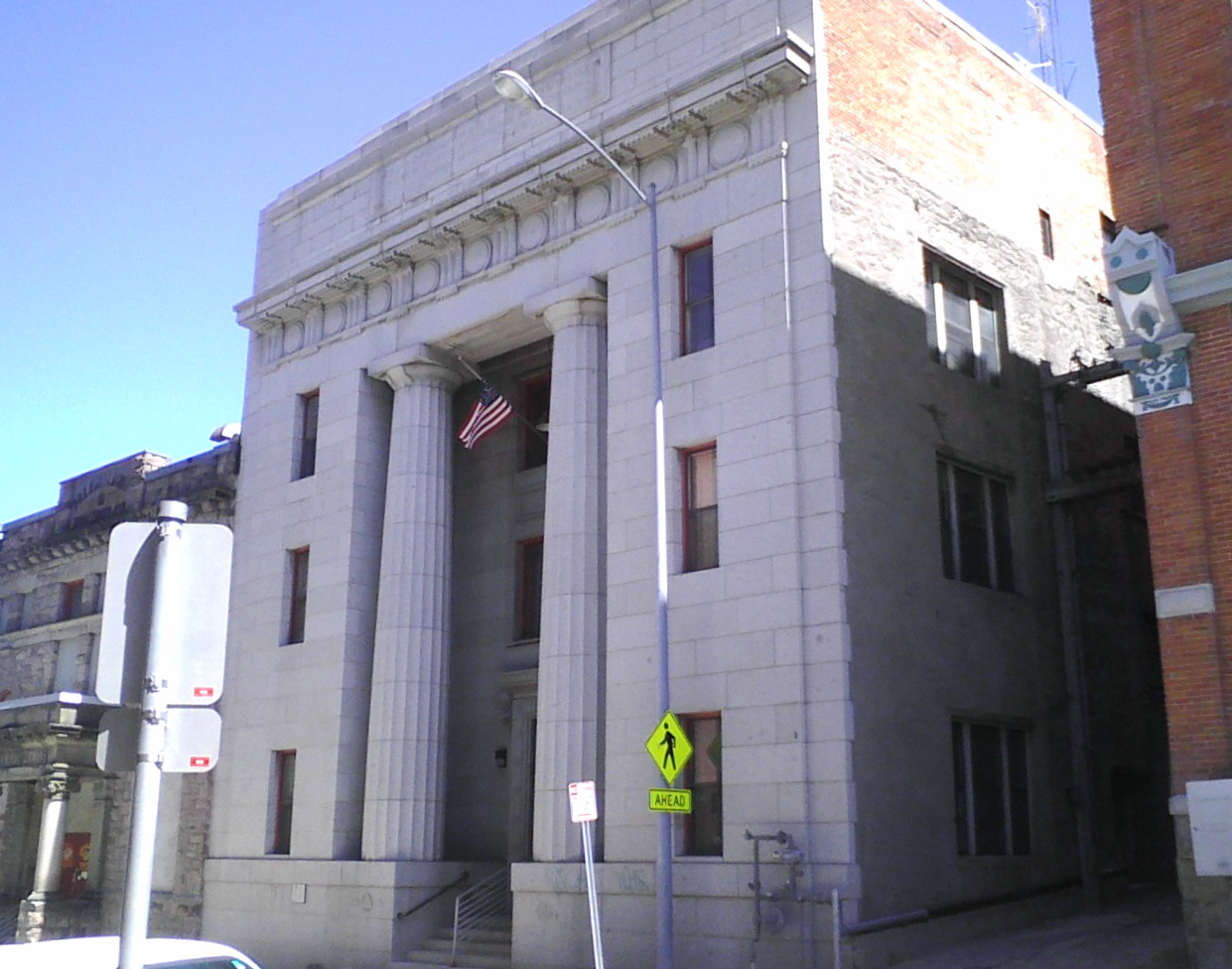
Ming Opera House (2012)
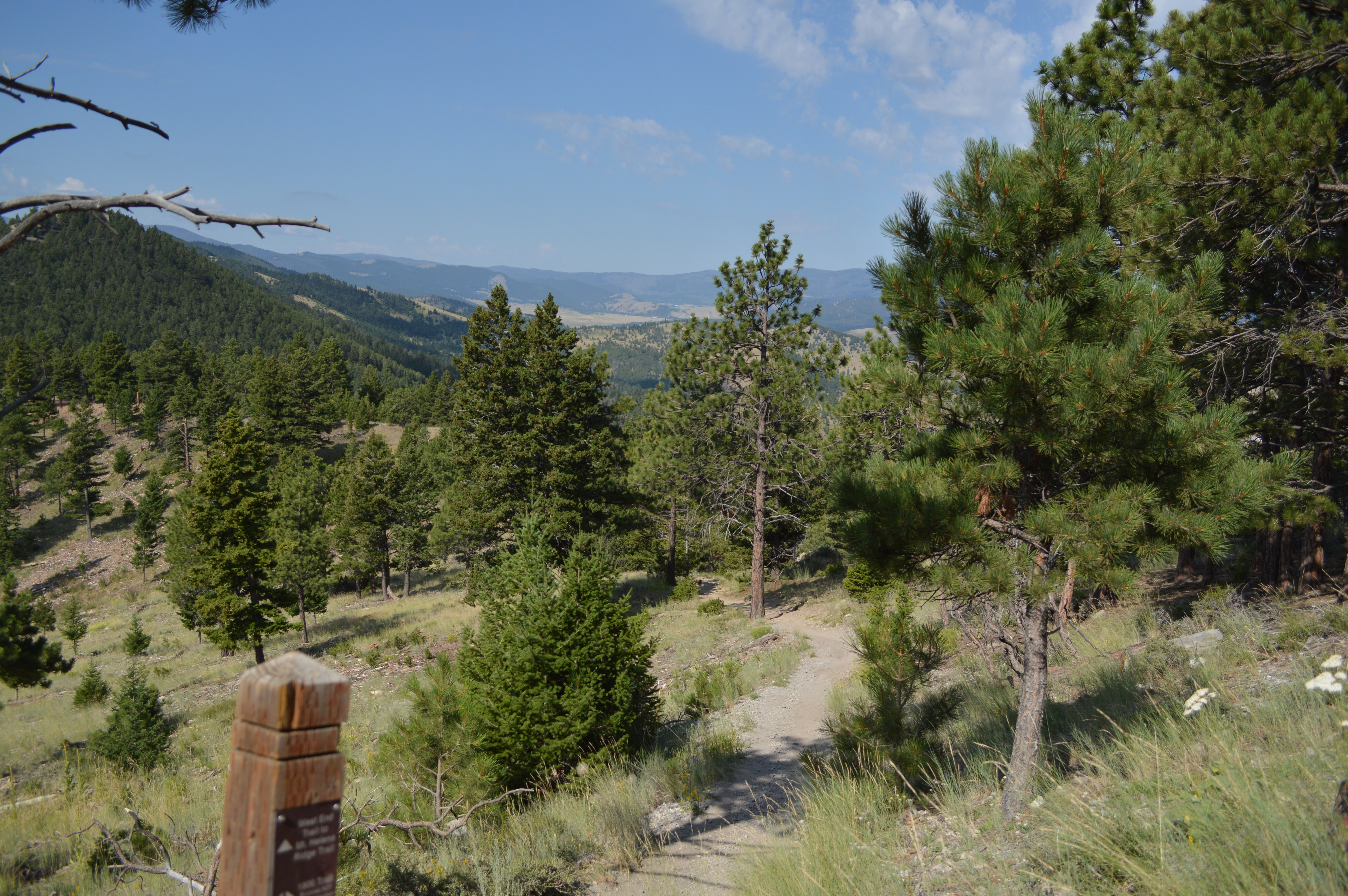
Wanderweg im Mount Helena City Park (2018)
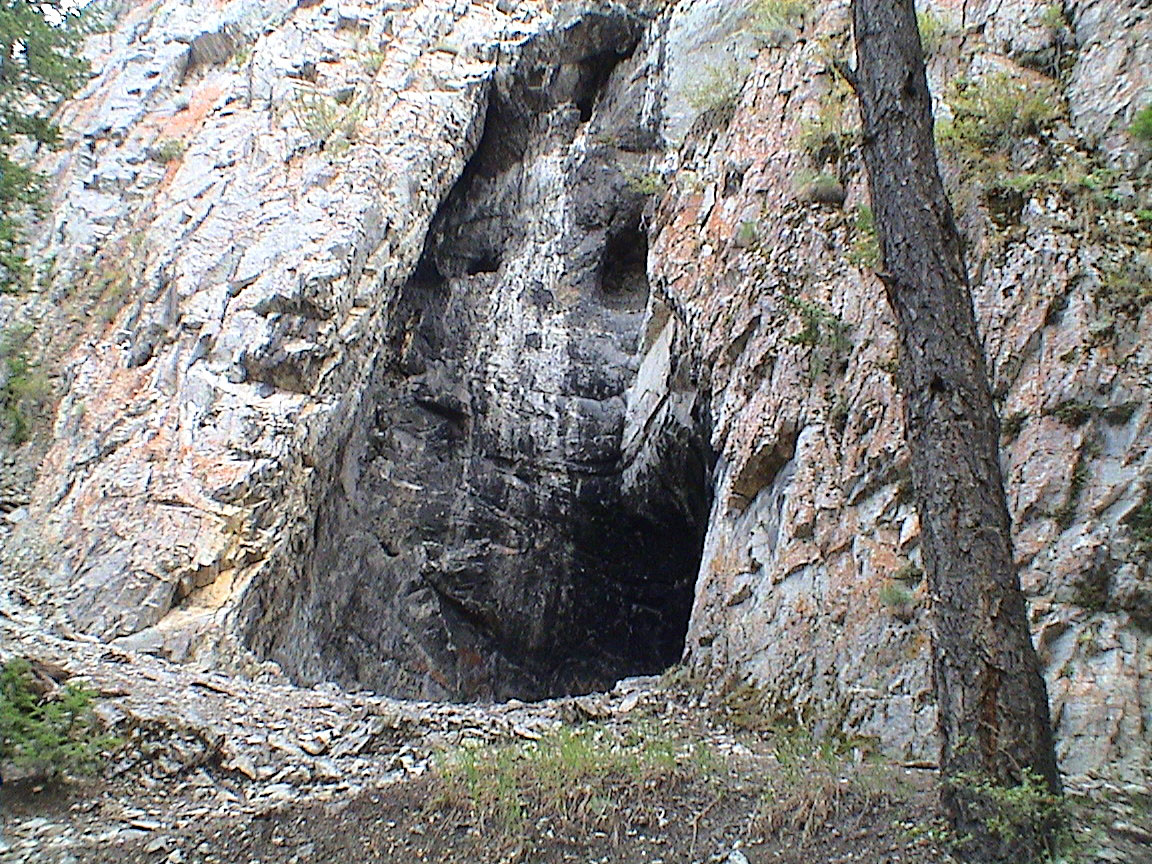
„Teufels Küche“ im Mount Helena City Park (2003)

## Söhne und Töchter der Stadt
- Tom Wilson (1880–1965), Schauspieler
- James C. Morton (1884–1942), Schauspieler
- Donald Bradford Beary (1888–1966), Vizeadmiral
- Dink Templeton (1897–1962), Rugby-Union-Spieler, Leichtathlet und Leichtathletiktrainer, Olympiasieger 1920
- Charles Handley (1898–1994), Filmtechniker und Oscarpreisträger
- Gary Cooper (1901–1961), Schauspieler
- Margaret Craven (1901–1980), Schriftstellerin
- Myrna Loy (1905–1993), Schauspielerin
- Wade Church (1908–2002), Jurist und Politiker
- Forrest H. Anderson (1913–1989), Richter und Politiker, Gouverneur von Montana
- Albert O. Connor (1914–1989), Generalleutnant der United States Army
- Norman J. Holter (1914–1983), Biophysiker
- James F. Lloyd (1922–2012), Politiker, Vertreter von Kalifornien im US-Repräsentantenhaus
- Thomas Lee Judge (1934–2006), Politiker, Gouverneur von Montana
- Patricia Nell Warren (1936–2019), Schriftstellerin
- John Patrick Williams (1937–2025), Politiker, Vertreter von Montana im US-Repräsentantenhaus
- Max Baucus (* 1941), Politiker, Vertreter von Montana im US-Senat und US-Botschafter in China
- Dirk Benedict (* 1945), Schauspieler
- H. Kim Bottomly (* 1946), Immunologin und Hochschullehrerin, 13. Präsidentin des Wellesley College
- Nicolette Larson (1952–1997), Pop- und Country-Sängerin
- Patricia Belcher (* 1954), Schauspielerin
- Forrie J. Smith (* 1959), Schauspieler und Stuntman
- Rebecca Ferratti (* 1964), Schauspielerin, Fotomodell und Playmate
- Dava Newman (* 1964), Ingenieurin und Hochschullehrerin
- Steve Bullock (* 1966), Politiker, Gouverneur von Montana
- Maile Meloy (* 1972), Schriftstellerin (Schwester von Colin Meloy)
- Colin Meloy (* 1974), Sänger von The Decemberists
- TJ Lanning (* 1984), Skirennläufer